# Lycée Leconte-de-Lisle
Pour les articles homonymes, voir Lisle.
Le lycée Leconte-de-Lisle est le plus ancien lycée de l'île de La Réunion.
Autrefois dénommé « lycée de Saint-Denis », il est désormais baptisé en l'hommage du poète Leconte de Lisle.

## Historique
Créé sous l'ère napoléonienne, cet établissement était en fait le seul lycée de l'île jusqu'à ce que le député Michel Debré lutte personnellement pour obtenir de Paris la création de celui qui est aujourd'hui baptisé en l'honneur de Roland Garros au Tampon dans les années 1960.
Le 26 février 1910 vers midi, le lycée brûle,.
En 2018, le lycée a fêté ses 50 ans. A cette occasion, de nombreuses œuvres remarquables ont été créées. Un buste du poète trône désormais dans la cour de l’établissement et une fresque (peinte par Méo) orne l'entrée du lycée.

## Localisation
Situé à Saint-Denis, le lycée fait aujourd'hui partie de la cité scolaire du Butor, qui rassemble un établissement polyvalent baptisé lycée Lislet-Geoffroy (en l'honneur de Jean-Baptiste Lislet Geoffroy) et un lycée professionnel, le lycée Rontaunay. Autrefois installé en centre-ville dans les bâtiments de l'actuel collège de Bourbon, il a emménagé dans les locaux qu'il occupe désormais en 1967, date de leur livraison.

## Enseignement
Le Lycée Leconte de Lisle est un lycée d'enseignement général et technique.
Outre les filières générales, le lycée Leconte de Lisle propose également des filières pré-bac tertiaires, notamment la série STMG (Sciences et Technologies du Management et de la Gestion) avec les options Ressources Humaines et Communication, Marketing et Gestion-Finance.
En post-bac, l'établissement offre des formations permettant de poursuivre dans ces filières tertiaires, avec trois Sections de Techniciens Supérieures (BTS) :
- BTS Commerce International
- BTS Communication (seule section de STS en formation initiale dans l'océan Indien)
- BTS Management Commercial Opérationnel

Le lycée abrite des CPGE littéraires (Khâgnes LSH) et scientifiques (MPI, MP, PC, PSI étoile).

### La CPGE scientifique
L'enseignement en première année : MP2I, MPSI ou PCSI
L'enseignement en deuxième année : MPI, MP, PC, PSI étoile

### La CPGE littéraire
La CPGE littéraire ou hypokhâgne (première année) et khâgne (deuxième année). Le magazine L’Étudiant classe la prépa de Leconte en 10e position sur 73 en 2018.
Les options de la filière littéraire : Anglais, Cinéma, Histoire & Géographie, Lettres classiques, Lettres modernes, Philosophie
Que deviennent les étudiants de la filière littéraire ? Les étudiants de la CPGE littéraire intègrent ces écoles :
- École Normale Supérieure Lettres et Sciences Humaines Lyon
- École Normale Supérieure Rue d'Ulm, Paris
- Sciences Po Paris. Préparation spécifique concours Bac+ 0 et Bac +1. Accès sur concours fin de première année
- IEP d'AIX Admission sur dossier grâce à une convention avec LLL
- IEP RENNES Admission sur dossier et entretien grâce à une convention avec LLL
- IEP Aix-en-Provence-Lille-Lyon-Rennes-Saint-Germain-en-Laye-Strasbourg-Toulouse. Sur concours commun
- Grandes Écoles de Commerce : HEC, ESCP, EM Lyon, EDHEC, et 20 autres. Sur concours par la BEL
- Grandes Écoles de Commerce. Sur concours par la BCE
- Grandes Écoles de Commerce. Sur concours Ecricome
- ESIT, École Supérieure d'Interprètes et Traducteurs. Sur concours par la BEL
- ISIT Institut Interculturel de Management, de Communication et de Traduction. Admission grâce à une convention
- École Supérieure de Journalisme. Sur concours
- Institut Supérieur du Management Public et Politique. Sur concours par la BEL
- École du Louvre. Sur concours par la BEL
- Université Paris Dauphine. Sur concours par la BEL
- Saint Cyr. Sur concours par la BEL
- École Supérieure de Réalisation Audiovisuelle
- Écoles de cinéma
- Poursuite d'études en Universités grâce aux équivalences, entrée en L3 ou M1
- CAPES
- Agrégation[5]

### La CPGE D1 (ENS Rennes - Droit)
Enseignement en première et deuxième année de la CPGE Droit-économie en partenariat avec l'université de La Réunion.

## Anciens élèves
- Raymond Barre, Premier ministre
- Raymond Bourgine, futur sénateur de Paris
- Carpanin Marimoutou, professeur de littérature française à l'université de La Réunion
- Auguste Legros, maire et député de Saint-Denis
- Raymond Vergès, homme politique réunionnais
- Jacques Vergès, avocats français
- Paul Vergès, homme politique réunionnais
- Abdoulatifou Aly, député de Mayotte
- Jean-Henri Azéma, poète
- Valérie Bègue, Miss France
- Thérésien Cadet, botaniste
- Hippolyte Foucque, écrivain
- Lucien Lacaze, amiral
- Louis Le Siner, maire de Saint-Denis[6]
- Léon de Lépervanche, homme politique et poète

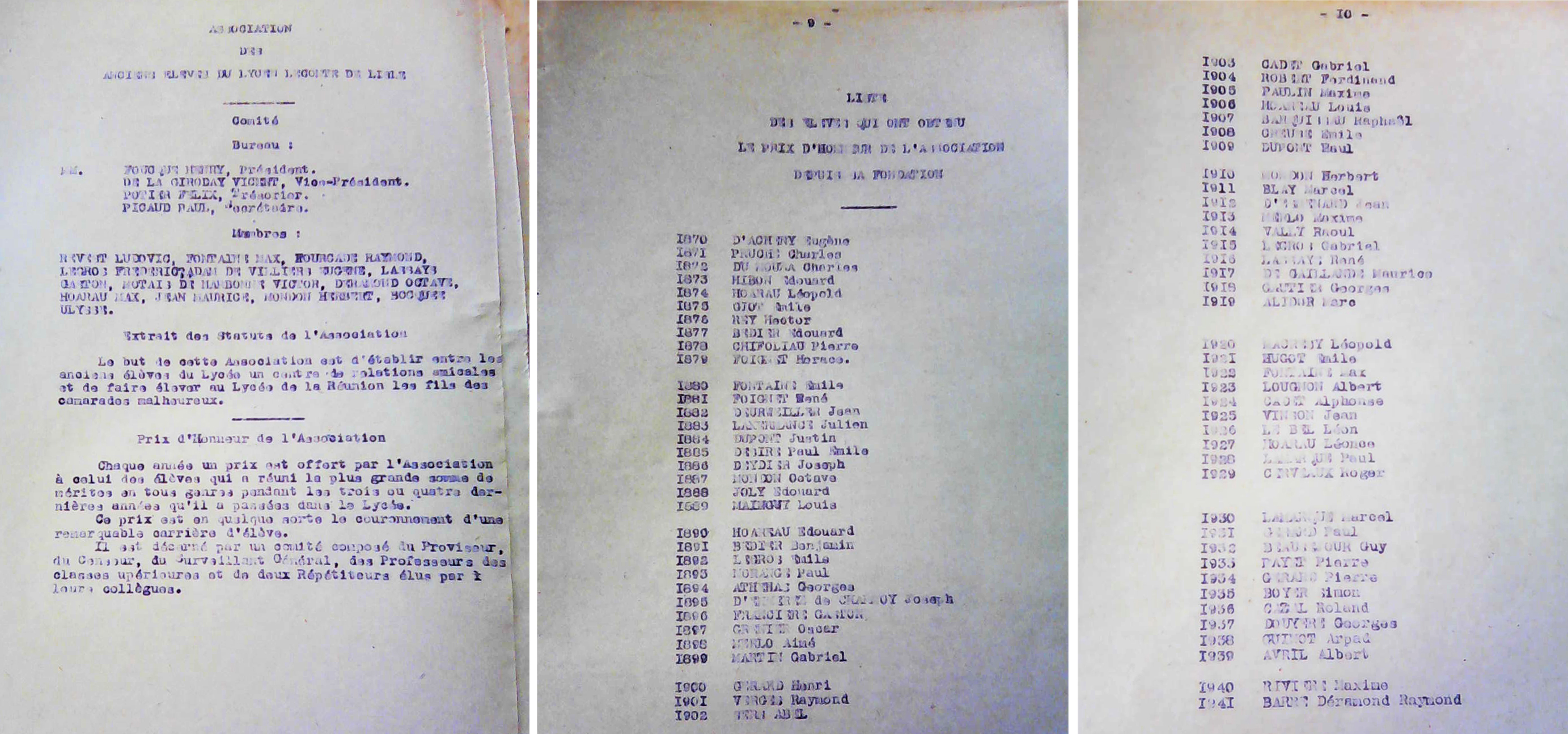
Liste des prix d'honneur 1870-1941

- Yves Manglou, écrivain
- Kelly Rangama, chef cuisinière
- Younous Omarjee, député européen

## Anciens professeurs
- Jean Defos du Rau
- Théodore Drouhet, qui en fut aussi le proviseur
- Hippolyte Foucque
- Louis Héry
- Albert Lougnon
- Jacques Lougnon
- Georges Douyère
- Gustave Oelsner-Monmerqué
- Antoine Louis Roussin
- Antoine Séry
- Julienne Salvat.